# Maha Hussaini
 (décembre 2023).
Maha Nazih Al-Hussaini, en arabe : مها نزيه الحسيني,  est une journaliste de la presse écrite palestinienne et une militante des droits de l'homme. Titulaire d'une licence en littérature anglaise et française de l'université al-Azhar de Gaza, puis d'un master en sciences politiques, elle écrit pour des journaux internationaux, notamment Middle East Eye, The New Humanitarian et Rory Peck. Elle est membre du réseau de femmes journalistes Marie Colvin. Basée à Gaza, elle commence sa carrière de journaliste en couvrant la campagne militaire israélienne sur la bande de Gaza, en juillet 2014.

## Publications (partielles)
- Middle East Eye : La jeune fille qui a montré au monde la souffrance des enfants de Gaza
- The New Humanitarian : Un an après les bombardements israéliens, les habitants de Gaza attendent toujours de l'aide pour reconstruire
- Al Jazeera : Handicapés ou morts... certaines victimes des raids israéliens sur Gaza ne retourneront pas à l'école
- Impact International : Explosion de Beyrouth : la voie du désastre